# Ipê-felpudo
O ipê-felpudo (Zeyheria tuberculosa), também conhecido por ipê-tabaco, bolsa-de-pastor, camaruçu, bucho-de-boi, ipê-bóia, ipê-cabeludo, ipê-cumbuca, ipê-preto, ipê-una, velame-do-mato e saco-de-carneiro, é uma espécie de planta da família Bignoniaceae. É chamado de ipê, mas não faz parte do gênero Tabebuia.
Nativa das florestas de todo o sudeste e partes do centro-oeste e nordeste do Brasil, com grande potencial madeireiro e silvicultura, vem sendo ameaçada de extinção pela exploração madeireira, agropecuária e carvoaria. É também usada na arborização urbana.

## Distribuição
Possui uma distribuição muito ampla no Brasil, abrangendo os estados de São Paulo, Mato Grosso do Sul, Minas Gerais, Espírito Santo, Rio de Janeiro, Goiás e Bahia. Ocorre em florestas pluviais e florestas estacionais semi-decíduas, sobre os mais variados solos, desde regiões do Planalto Central e zonas de altitude das serras do Espinhaço, da Mantiqueira e do Mar, até o litoral do Espírito Santo, suportando bem os climas: seco do interior, quente e úmido no litoral, e frio sujeito a geadas, mais ao sul e nos topos de serras.

## Características
É uma árvore pioneira de médio a grande porte, atinge mais de 30 m de altura e diâmetro superior a 80 cm (geralmente com 15–20 m x 30–50 cm).
Sua copa é colunar quando jovem, cônica a globosa quando adulta, encimando um longo fuste retilíneo, com ramos ascendentes e ramificação racemosa. Tronco reto, cilíndrico, com mais de 2/3 da altura da árvore. Casca grossa com 2 a 5 cm de espessura, cinza-clara a pardo-amarelada, profundamente sulcada e muito fissurada, formando longas cristas longitudinais; internamente revestida por inúmeras e finas camadas fibrosas, com aspecto de papel pardo, estratificadas, que se soltam em longas tiras quando puxadas. Ramos grossos, gretados, ásperos, felpudos quando novos. Suas flores são pequenas muito escuras, florescem de novembro a janeiro.
Sua madeira é de excepcional qualidade, sendo conhecida no exterior como Brazilian-walnut. é talvez a melhor espécie de madeira para pisos de luxo, muito apreciada pela construção-civil. Algum plantio da árvore já está sendo feito em Mococa, estado de São Paulo

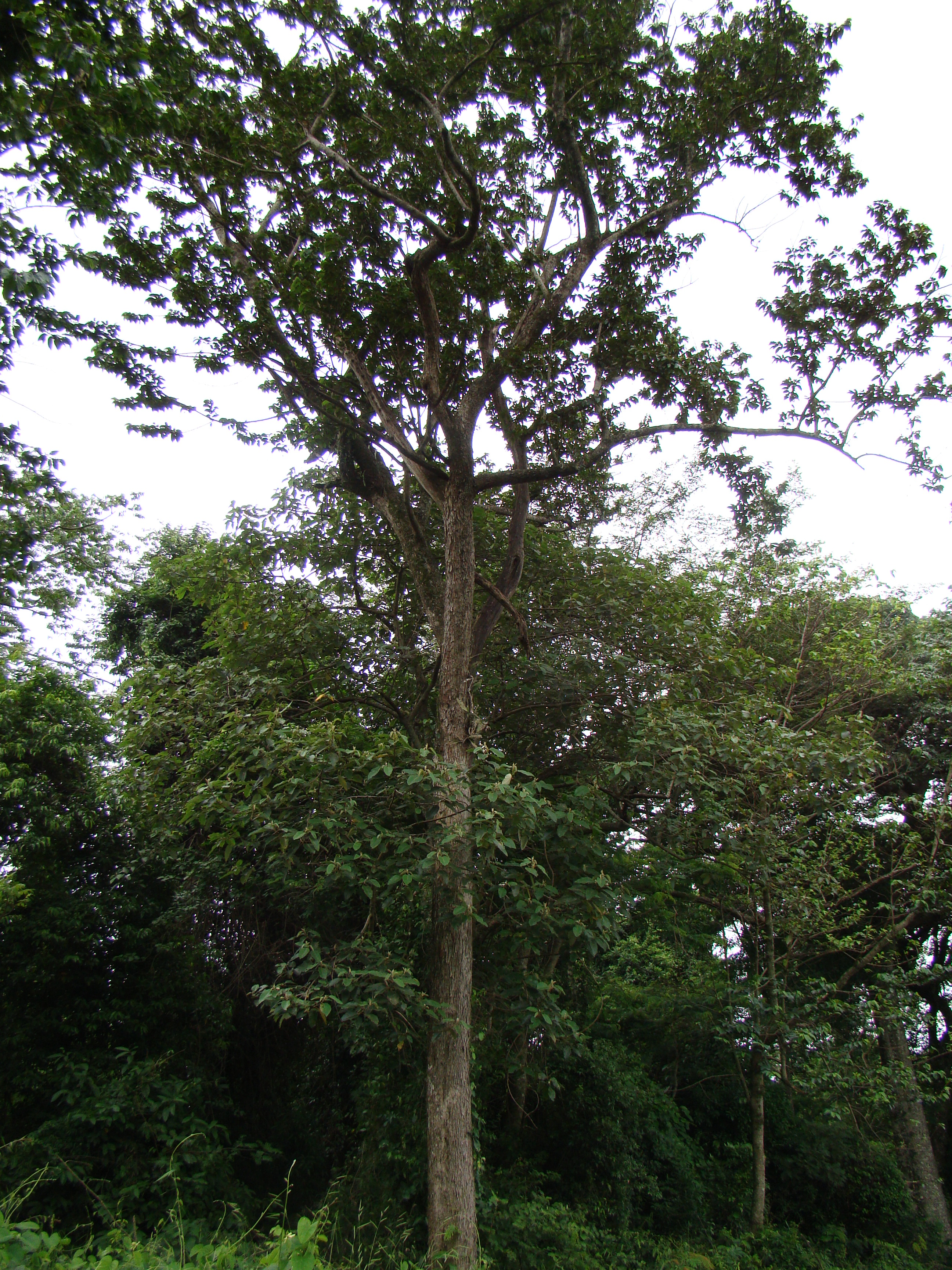
Arvore em Mococa-SP.

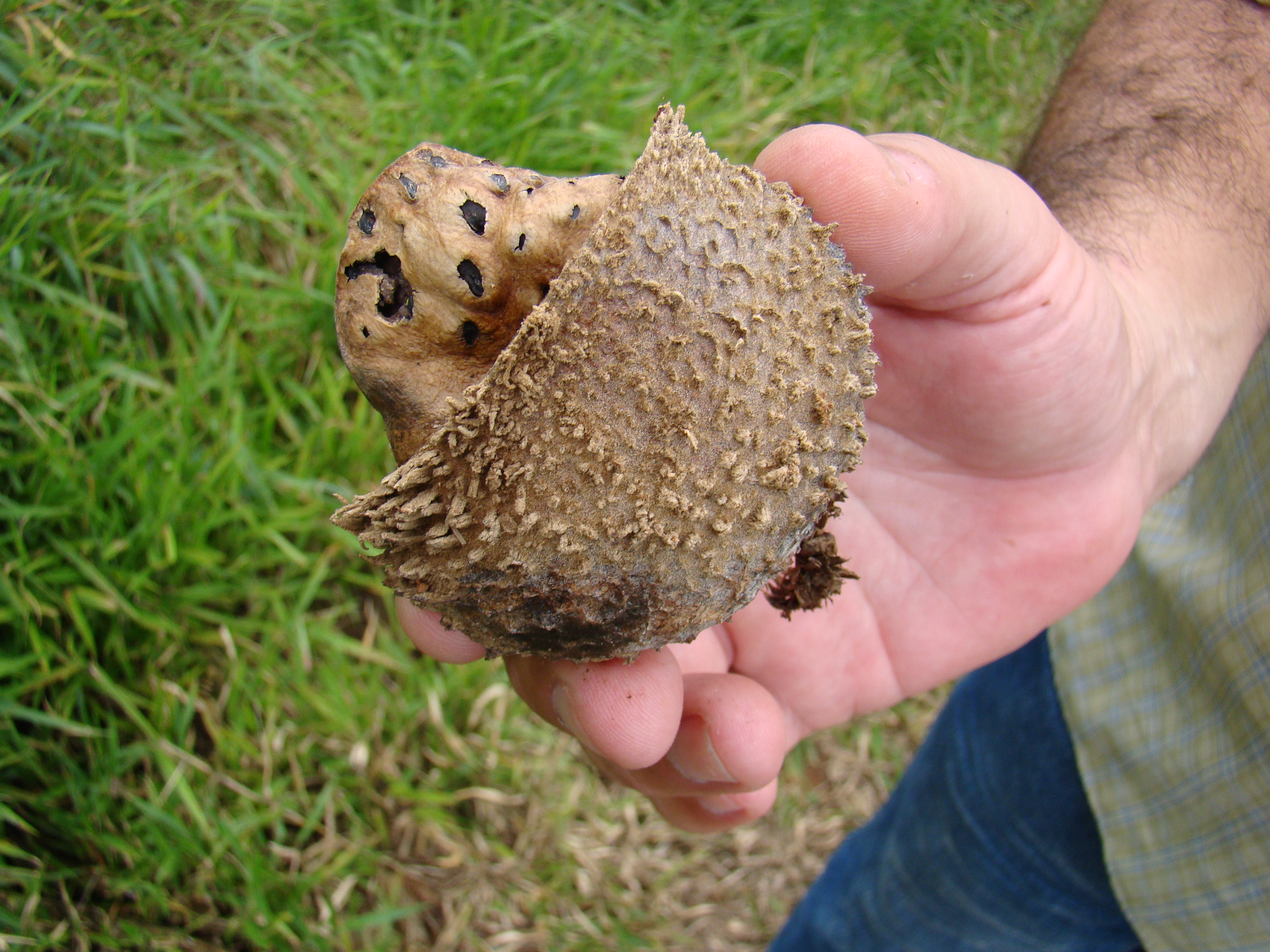
fruto com centenas de sementes;Mococa-SP.